# Leopold Günther-Schwerin
Leopold Karl Gustav Günther-Schwerin (* 2. März 1865 in Hamburg; † 25. Februar 1945 in Wiesbaden) war ein deutscher Landschaftsmaler, Bildhauer und Schriftsteller.

## Leben

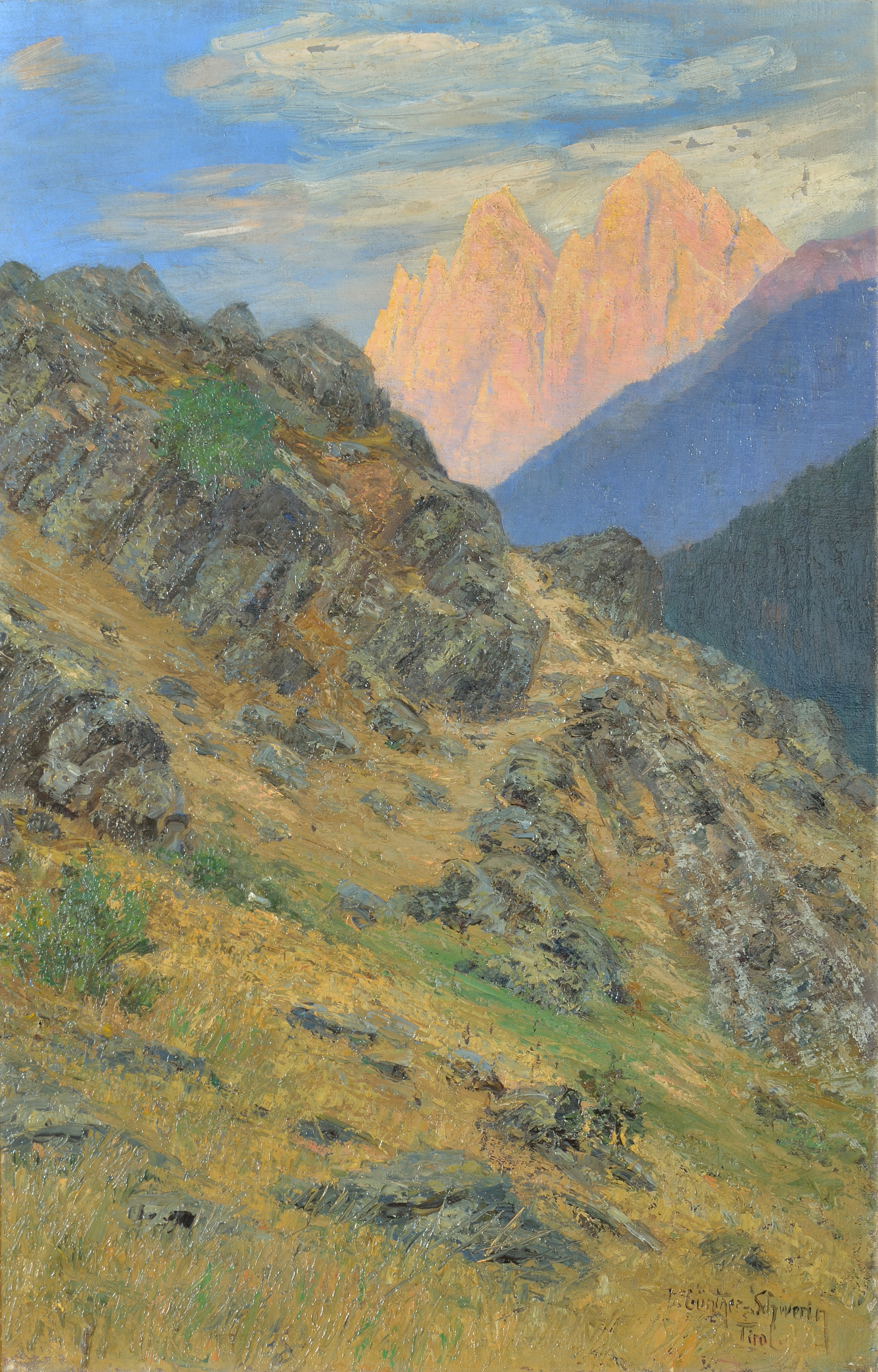
Abend in den Dolomiten – die Geisler-Spitzen, Ölgemälde

Günther-Schwerin studierte an der Kunstakademie in Düsseldorf und als Schüler Theodor Hagens von 1888 bis 1893 an der Kunstschule in Weimar. Ab 1893 war er in Wiesbaden ansässig. Günther-Schwerin war Mitglied der Allgemeinen Deutschen Kunstgenossenschaft und Mitbegründer der Renten- und Pensionsanstalt für Künstler.

## Werk
Leopold Günther-Schwerin war als Maler und Bildhauer auf Ausstellungen in Berlin und Wiesbaden vertreten. Er veröffentlichte zudem einige Geschichten in der phantastischen Zeitschrift Der Orchideengarten. Sein Roman Der Kleptomane wurde 2002 neu veröffentlicht.